# Ata Teaotai
Ata Teaotai, OBE, est une personnalité politique des Kiribati.
En 1978, il faisait partie d'une délégation qui a négocié l'indépendance des Kiribati de la Grande-Bretagne. Il a été du 28 mai 1994 au 1er octobre 1994 Président par intérim des Kiribati en tant que Président du Conseil d'État.